# Accused (serie de televisión de 2023)
Accused es una serie de televisión de drama criminal antológica estadounidense desarrollada por Howard Gordon basada en la serie británica homónima de 2010. Se estrenó a través de Fox el 22 de enero de 2023. En marzo de 2023, la serie fue renovada para una segunda temporada que se estrenó el 8 de octubre de 2024.

## Premisa
La serie es una crónica de gente común en la que cada episodio se abre en una sala del tribunal presentando al acusado sin conocer su delito ni cómo ha acabado siendo juzgado, y se narra los acontecimientos que le han llevado hasta aquí desde el punto de vista del acusado.

## Episodios
| Temporada | Temporada | Episodios | Episodios | Emisión original     | Emisión original       |
| Temporada | Temporada | Episodios | Episodios | Primera emisión      | Última emisión         |
| --------- | --------- | --------- | --------- | -------------------- | ---------------------- |
|           | 1         | 15        | 15        | 22 de enero de 2023  | 9 de mayo de 2023      |
|           | 2         | 8         | 8         | 8 de octubre de 2024 | 3 de diciembre de 2024 |

### Primera temporada (2023)
| N.º en serie | N.º en temp. | Título              | Dirigido por    | Escrito por                                                              | Fecha de emisión original | Audiencia (millones) |
| --- | ------------ | ------------------- | --------------- | ------------------------------------------------------------------------ | ------------------------- | -------------------- |
| 1 | 1            | «Scott's Story»     | Michael Cuesta  | Howard Gordon                                                            | 22 de enero de 2023       | 8.71                 |
| Reparto: Michael Chiklis, Jill Hennessy, Robert Wisdom, Evan Marsh y Oakes Fegley                               |              |                     |                 |                                                                          |                           |                      |
| 2 | 2            | «Ava's Story»       | Marlee Matlin   | Maile Meloy                                                              | 24 de enero de 2023       | 2.45                 |
| Reparto: Megan Boone, Stephanie Nogueras, Joshua M. Castille, Aaron Ashmore, Daphne Rubin-Vega y Lauren Ridloff |              |                     |                 |                                                                          |                           |                      |
| 3 | 3            | «Danny's Story»     | Jonathan Mostow | Guion de: Daniel Pearle                                                  | 31 de enero de 2023       | 2.46                 |
| Reparto: Rachel Bilson, Reid Miller, August Maturo y Jack Davenport                                             |              |                     |                 |                                                                          |                           |                      |
| 4 | 4            | «Kendall's Story»   | Clark Johnson   | Guion de: Keith Josef Adkins                                             | 14 de febrero de 2023     | 2.24                 |
| Reparto: Malcolm-Jamal Warner, Karen LeBlanc, Donald Paul, Kobna Holdbrook-Smith y Wendell Pierce               |              |                     |                 |                                                                          |                           |                      |
| 5 | 5            | «Robyn's Story»     | Billy Porter    | Guion de: Daniel Pearle                                                  | 21 de febrero de 2023     | 2.00                 |
| Reparto: J. Harrison Ghee, Chris Coy, Kristen Connolly, Willam Belli y Eva Reign                                |              |                     |                 |                                                                          |                           |                      |
| 6 | 6            | «Naataanii's Story» | Tazbah Chavez   | Guion de: Tazbah Chavez y Chip Johannessen Historia de: Chip Johannessen | 28 de febrero de 2023     | 1.58                 |
| Reparto: Kiowa Gordon, Natalie Benally, Forrest Goodluck, Robert I. Mesa, Deanna Allison y Dash Mihok           |              |                     |                 |                                                                          |                           |                      |
| 7 | 7            | «Brenda's Story»    | Julie Hébert    | Sonay Hoffman                                                            | 7 de marzo de 2023        | 2.08                 |
| Reparto: Whitney Cummings, Sean Kleier, Mary Lynn Rajskub, Baron Vaughn y Rhea Perlman                          |              |                     |                 |                                                                          |                           |                      |
| 8 | 8            | «Laura's Story»     | Lee Rose        | Daniel Pearle                                                            | 14 de marzo de 2023       | 1.86                 |
| Reparto: Molly Parker, Shawn Doyle, Liam MacDonald y Margo Martindale                                           |              |                     |                 |                                                                          |                           |                      |
| 9 | 9            | «Jack's Story»      | Michael Chiklis | Hannah Schneider                                                         | 21 de marzo de 2023       | 1.85                 |
| Reparto: Jason Ritter, Wrenn Schmidt y Emma Nelson                                                              |              |                     |                 |                                                                          |                           |                      |
| 10 | 10           | «Esme's Story»      | Michael Offer   | Chip Johannessen                                                         | 28 de marzo de 2023       | 1.85                 |
| Reparto: Abigail Breslin, Aisha Dee, Blaine Kern III y Kyle Schmid                                              |              |                     |                 |                                                                          |                           |                      |
| 11 | 11           | «Jiro's Story»      | Brad Turner     | Karl Taro Greenfeld                                                      | 4 de abril de 2023        | 1.69                 |
| Reparto: Ian Anthony Dale, Julia Chan, Takashi Yamaguchi y Sarah Power                                          |              |                     |                 |                                                                          |                           |                      |
| 12 | 12           | «Morgan's Story»    | Milan Cheylov   | Guion de: Zakiyyah Alexander                                             | 11 de abril de 2023       | 1.80                 |
| Reparto: Meaghan Rath, Christopher Gorham, James Udom y David Gautreaux                                         |              |                     |                 |                                                                          |                           |                      |
| 13 | 13           | «Samir's Story»     | Sameh Zoabi     | Guion de: Arlo Gordon y Daniel Pearle                                    | 25 de abril de 2023       | 1.61                 |
| Reparto: Adam Bakri, Julia Goldani Telles, Matthew James Thomas y Anne Bedian                                   |              |                     |                 |                                                                          |                           |                      |
| 14 | 14           | «Jessie's Story»    | Michael Offer   | Maile Meloy                                                              | 2 de mayo de 2023         | 1.90                 |
| Reparto: Betsy Brandt, Bebe Wood, Josh Hamilton, Natalie Brown y Skylar Gaertner                                |              |                     |                 |                                                                          |                           |                      |
| 15 | 15           | «Billy's Story»     | Julie Hébert    | Bronwyn Garrity                                                          | 9 de mayo de 2023         | 1.61                 |
| Reparto: Keith Carradine, Evan Gamble, Lyla Porter-Follows, Skywalker Hughes y Laila Robins                     |              |                     |                 |                                                                          |                           |                      |

### Segunda temporada (2024)
| N.º en serie | N.º en temp. | Título             | Dirigido por       | Escrito por                                                                                          | Fecha de emisión original | Audiencia (millones) |
| --- | ------------ | ------------------ | ------------------ | --- | ------------------------- | -------------------- |
| 16 | 1            | «Lorraine's Story» | Sameh Zoabi        | Mike Skerrett                                                                                        | 8 de octubre de 2024      | 1.75                 |
| Reparto: Felicity Huffman, Isabel Arraiza, José Zúñiga, Daniel Maslany y William H. Macy                            |              |                    |                    | |                           |                      |
| 17 | 2            | «April's Story»    | Jonathan Mostow    | Laurie Sandell y Amy Spencer                                                                         | 15 de octubre de 2024     | 1.38                 |
| Reparto: Taylor Schilling, Danny Pino y Justin Chambers                                                             |              |                    |                    | |                           |                      |
| 18 | 3            | «Marcus' Story»    | Clark Johnson      | Historia de: Howard Gordon, Brandon Sonnier y Brandon Margolis Guion de: Howard Gordon y Maahir Khan | 22 de octubre de 2024     | 1.39                 |
| Reparto: Nick Cannon, Patrick J. Adams, Amanda Zhou, David Reale, Jerrika Hinton y LisaGay Hamilton                 |              |                    |                    | |                           |                      |
| 19 | 4            | «Justin's Story»   | Tazbah Rose Chavez | Mike Skerrett                                                                                        | 12 de noviembre de 2024   | 1.19                 |
| Reparto: Michael Chiklis, Andrew Liner, Sherri Saum, Trevor White, Stephen Thomas Kalyn y Lee Tergesen              |              |                    |                    | |                           |                      |
| 20 | 5            | «Margot's Story»   | Milan Cheylov      | Daniel Pearle                                                                                        | 19 de noviembre de 2024   | 1.27                 |
| Reparto: Debra Winger, Mercedes Ruehl, Christine Ebersole y Matthew James Thomas                                    |              |                    |                    | |                           |                      |
| 21 | 6            | «Val's Story»      | Maile Meloy        | Maile Meloy                                                                                          | 26 de noviembre de 2024   | 1.51                 |
| Reparto: Cobie Smulders, Vella Lovell, Shawn Doyle, Kai Kirton, Eric Johnson y Dina Shihabi                         |              |                    |                    | |                           |                      |
| 22 | 7            | «Eugene's Story»   | Michael Chiklis    | Guion de: Albert Shin Historia de: Maile Meloy                                                       | 3 de diciembre de 2024    | 1.46                 |
| Reparto: Ken Jeong, Jamie Chung, Zane Holtz, Keong Sim, Vicki Kim, John Cassini y Dor Gvirtsman                     |              |                    |                    | |                           |                      |
| 23 | 8            | «Megan's Story»    | Milan Cheylov      | Bronwyn Garrity                                                                                      | 3 de diciembre de 2024    | 1.27                 |
| Reparto: Sonequa Martin-Green, Mike Colter, Kiara Barnes, Jade Eshete, James Cade, Rebecca Liddiard y Sergio Di Zio |              |                    |                    | |                           |                      |

## Producción
En mayo de 2021, se anunció que Fox había dado una orden directa de serie a Accused, producida por Howard Gordon, Alex Gansa y David Shore, basada en la serie británica homónima de 2010 de la BBC One. En noviembre de 2022, se anunció que la serie se estrenaría el 22 de enero de 2023. El 23 de marzo de 2023, Fox renovó la serie para una segunda temporada. La segunda temporada se estrenó el 8 de octubre de 2024.

## Recepción

### Críticas
En Rotten Tomatoes la serie tiene un índice de aprobación del 60%, basado en 15 reseñas, con una calificación promedio de 7.3/10. El consenso crítico del sitio dice «Aunque Accused es otra variación de un tema muy conocido, su estructura de antología ofrece suficiente flexibilidad y poder estelar para algunas convincentes historias de tribunales.». En Metacritic, tiene puntaje promedio ponderado de 60 sobre 100, basada en 12 reseñas, lo que indica «reseñas mixtas o medias».

### Audiencias
El episodio de estreno tuvo más de 11.3 millones de espectadores y una audiencia de 2.3 entre el grupo demográfico 18-49 en los tres días posteriores a su estreno en multiplataformas. Es el estreno de Fox con mayor audiencia y audiencia en 3 años.

#### Temporada 1
| N.º | Título              | Fecha de emisión      | ÍA (18–49) | Audiencia (millones) |
| --- | ------------------- | --------------------- | ---------- | -------------------- |
| 1   | «Scott's Story»     | 22 de enero de 2023   | 2.1        | 8.71                 |
| 2   | «Ava's Story»       | 24 de enero de 2023   | 0.5        | 2.45                 |
| 3   | «Danny's Story»     | 31 de enero de 2023   | 0.3        | 2.46                 |
| 4   | «Kendall's Story»   | 14 de febrero de 2023 | 0.3        | 2.24                 |
| 5   | «Robyn's Story»     | 21 de febrero de 2023 | 0.3        | 2.00                 |
| 6   | «Naataanii's Story» | 28 de febrero de 2023 | 0.2        | 1.58                 |
| 7   | «Brenda's Story»    | 7 de marzo de 2023    | 0.3        | 2.08                 |
| 8   | «Laura's Story»     | 14 de marzo de 2023   | 0.3        | 1.86                 |
| 9   | «Jack's Story»      | 21 de marzo de 2023   | 0.2        | 1.85                 |
| 10  | «Esme's Story»      | 28 de marzo de 2023   | 0.2        | 1.85                 |
| 11  | «Jiro's Story»      | 4 de abril de 2023    | 0.2        | 1.69                 |
| 12  | «Morgan's Story»    | 11 de abril de 2023   | 0.2        | 1.80                 |
| 13  | «Samir's Story»     | 25 de abril de 2023   | 0.2        | 1.61                 |
| 14  | «Jessie's Story»    | 2 de mayo de 2023     | 0.2        | 1.90                 |
| 15  | «Billy's Story»     | 9 de mayo de 2023     | 0.2        | 1.61                 |

#### Temporada 2
| N.º | Título             | Fecha de emisión        | ÍA (18–49) | Audiencia (millones) | DVR (18–49) | Audiencia DVR (millones) | Total (18–49) | Audiencia total (millones) |
| --- | ------------------ | ----------------------- | ---------- | -------------------- | ----------- | ------------------------ | ------------- | -------------------------- |
| 1   | «Lorraine's Story» | 8 de octubre de 2024    | 0.2        | 1.75                 | —           | —                        | —             | —                          |
| 2   | «April's Story»    | 15 de octubre de 2024   | 0.1        | 1.38                 | 0.1         | 0.95                     | 0.2           | 2.34                       |
| 3   | «Marcus' Story»    | 22 de octubre de 2024   | 0.2        | 1.39                 | 0.1         | 0.89                     | 0.2           | 2.29                       |
| 4   | «Justin's Story»   | 12 de noviembre de 2024 | 0.1        | 1.19                 | 0.1         | 0.91                     | 0.2           | 2.10                       |
| 5   | «Margot's Story»   | 19 de noviembre de 2024 | 0.1        | 1.27                 | 0.1         | 0.96                     | 0.2           | 2.23                       |
| 6   | «Val's Story»      | 26 de noviembre de 2024 | 0.2        | 1.51                 | 0.1         | 0.94                     | 0.2           | 2.45                       |
| 7   | «Eugene's Story»   | 3 de diciembre de 2024  | 0.2        | 1.46                 | 0.1         | 0.86                     | 0.2           | 2.32                       |
| 8   | «Megan's Story»    | 3 de diciembre de 2024  | 0.2        | 1.27                 | 0.1         | 0.91                     | 0.2           | 2.18                       |